# 神奈川往還

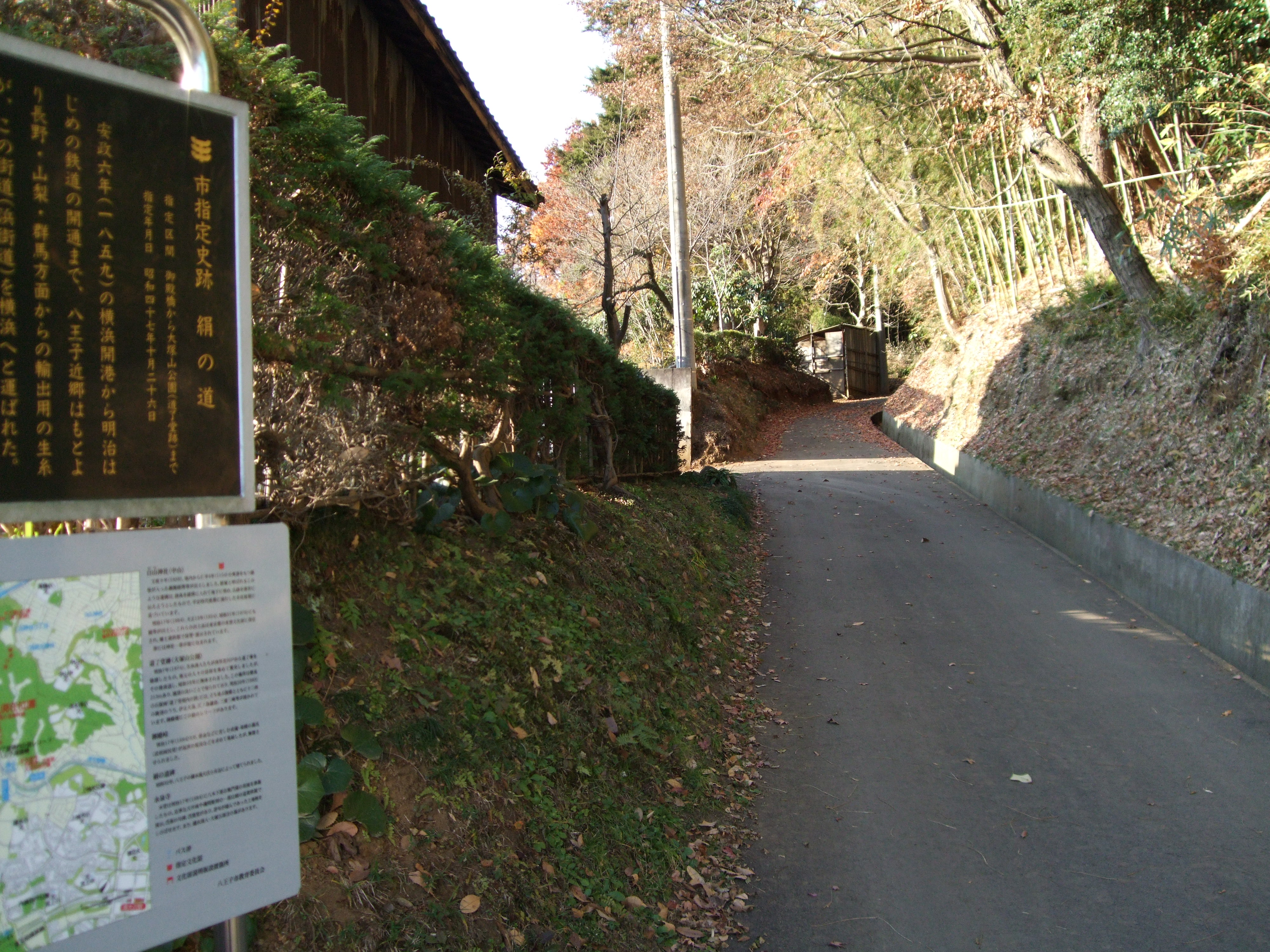
「絹の道」入口（八王子市鑓水）

神奈川往還（かながわおうかん）は、現東京都八王子市周辺と同神奈川県横浜市を結んだ道。八王子八十八景のひとつ。別称として浜街道、武蔵道、絹の道があるほか、横浜側では八王子街道とも呼ばれる。経路は現在の町田街道および国道16号に相当する。

## 概要
従来より八王子周辺は多摩郡や甲州・武州各地で生産された生糸の集散地として栄え、この生糸を江戸や多摩郡の各地域へと出荷していたが、江戸時代末期の1859年（安政6年）に横浜港が開港すると貿易が活発になった。海外への貿易品の中心は、生糸や絹製品であったため、輸出のため横浜方面へも出荷が行われるようになり、浜街道と呼ばれるようになった。八王子から町田を経て横浜港までの約40キロメートル (km) の街道は、鑓水商人（やりみずしょうにん）と呼ばれる多くの絹商人の往来が盛んとなって、のちに絹の道と称されるほど発展するようになる。
この浜街道は、現在の町田市相原町字坂下付近と町田市鶴間字大ヶ谷戸付近までの間で二通りの経路に分かれており、ひとつは主流であった現在の町田街道の経路である。八王子を出発し鑓水峠を越えたところで武蔵国多摩郡の相原村（現町田市）に入り、境川の東側（武蔵国内）となる同郡原町田村を中継地として抜け、鶴間村（以上、現東京都町田市）、都筑郡今宿村（現神奈川県横浜市旭区）、橘樹郡下星川村(現横浜市保土ケ谷区)などを経由して横浜港へ向かっていた。
もうひとつの経路として、相原村（現在の相原坂下交差点付近）で分岐して境川を渡って相模国高座郡橋本村に入り、同郡の淵野辺村、上鶴間村（以上、現神奈川県相模原市）、下鶴間村（現神奈川県大和市）などを経由した後に再び境川を渡って武蔵国多摩郡の鶴間村に入ったところで上記の経路と合流する現在の国道16号に相当する経路がある。但し、上記の原町田を抜ける経路のほうが発展していたことや距離が近かったことなどから、もっぱら裏街道のような存在であった。こちらは後に国道16号（東京環状）として発展することになる。
かつての浜街道の名残は八王子市鑓水、町田市小山町、町田市原町田（町田駅周辺）のほか、町田市鶴間（横浜町田IC付近）から横浜市旭区川井宿・今宿・鶴ヶ峰周辺までにかけての国道16号線旧道区間に見られる。一方相模国を経由するルートでは、第二次世界大戦時に相模原都市建設計画（いわゆる「軍都計画」）が持ち上がり、都市整備によって全く違う道へと姿を変えてしまったため、相模原市内では淵野辺付近から上鶴間付近までの旧16号線と呼ばれる道路や、村富神社付近、西門（相模原）から氷川町までの道路、そして橋本駅北口周辺に見られる程度である。
そして、明治時代に入り1908年（明治41年）に街道と並行して横浜鉄道（現JR横浜線）が開通すると、絹の運搬は鉄道に取って代わられることとなり、「日本のシルクロード」とまで呼ばれた街道は、次第に廃れていった。

## 絹の道
江戸時代の幕末から明治時代にかけて、八王子から横浜まで生糸をや絹織物が運んだ裏街道として繁栄し、八王子市の鑓水峠の近くには「絹の道」と刻まれた石碑も建てられている。御殿橋から「絹の道」碑までの約1.5 kmの区間は八王子市の史跡に指定されており、現在も往時のたたずまいを残していて「歴史の道百選」にも選ばれている。八王子は「桑の都」とよばれるほど養蚕が盛んで、江戸時代後期以降は生糸や織物の生産が活発になり、「八王子織物」として知られていた。鑓水商人とよばれる八王子の商人たちは、鎖国の時代にオランダの東インド会社と密貿易をおこなうために、絹織物を隠密に運搬していた。「絹の道」とよばれたそのルートは、八王子の鑓水村から小山（現・町田市）を経て市が開かれていた原町田（現・町田市）に至り、神奈川街道を通って横浜の保土谷から東海道の芝生村を経て、関内に達する約40 kmの道のりであった。
広義の「絹の道」は、この八王子から町田を経て横浜に至る経路全体を指していうこともあるが、町田 - 横浜間は「神奈川街道」「横浜街道」「浜街道」「町田街道」などの別称があるため、狭義の「絹の道」は、鑓水 - 町田間の経路を一般に指す。
1859年（安政6年）には、横浜港が開港されてからは、より一層絹の貿易が盛んになり、八王子以外にも上州・信州・甲州で生産される生糸も、八王子を経て横浜に運ばれたが、1908年（明治41年）に八王子 - 東神奈川間を結ぶ横浜鉄道（現在のJR横浜線）が開通すると、絹の輸送経路としての役割が終わってしまい、廃れてしまった。

## 鑓水商人
中央高地、北関東および多摩地域で生産された生糸が八王子や原町田周辺に集められるようになると、特に多摩郡由木村鑓水（現：八王子市鑓水）の商人が仲買として活躍し「鑓水商人」の名で知られるようになる。絹取引で富を築いた鑓水商人たちの屋敷が、街道に沿って軒を連ねた。江戸幕府は、鑓水の商人たちが生糸を横浜に運んで密貿易をすることを取り締まるために「五品江戸廻令（ごひんえどまわしれい）」を出して、生糸、呉服、水油などの五品目はすべて江戸経由で運ばなければならないように義務付けられたが、これを無視して「絹の道」を通って横浜に運搬する者が後を絶たなかった。この鑓水商人の全盛期には、現在の府中市付近から鑓水地区を経由して神奈川県津久井郡川尻村（現・相模原市緑区川尻）までを結ぶ南津電気鉄道（南津は「南多摩」の「南」と「津久井」の「津」の意）の敷設も計画されたほどである。東京都八王子市の『絹の道資料館』近くには「鑓水停車場」と書かれた石碑が建っている。